# Домброва-Гурнича Голонуг
Домброва-Гурнича Голонуг (пол. Dąbrowa Górnicza Gołonóg) — остановочный пункт в городе Домброва-Гурнича (расположен в дзельнице Голонуг), в Силезском воеводстве Польши. Бывшая узловая станция. Имеет 1 платформу и 2 пути.
Товарно-пассажирская станция «Голонуг» (польск. Gołonóg) на линии Варшаво-Венской железной дороги была построена в 1859 году, когда эта территория была в составе Царства Польского. Нынешнее название пункт носит с 1968 года.